# Perfect World (Twice)
Perfect World è il quinto album in studio (il terzo in lingua giapponese) del girl group sudcoreano Twice, pubblicato il 28 luglio 2021.

## Tracce
1. Perfect World – 3:03
2. Better – 3:44
3. Good at Love – 3:51
4. Fanfare – 3:40
5. Kura Kura – 3:48
6. Four-leaf Clover – 3:47
7. In the Summer – 3:30
8. Pieces of Love – 4:01
9. Thank You, Family – 3:17
10. Promise – 4:19

## Classifiche

### Classifiche settimanali
| Classifica (2021) | Posizione massima |
| ----------------- | ----------------- |
| Giappone          | 1                 |

### Classifiche di fine anno
| Classifica (2021) | Posizione |
| ----------------- | --------- |
| Giappone          | 43        |